# Dialeurodes tuberculosa
Dialeurodes tuberculosa es un insecto hemíptero de la familia Aleyrodidae, con una subfamilia: Aleyrodinae.
Fue descrita científicamente por primera vez por Corbett en 1935.